# أوتا فوكاريك
أوتا فوكاريك (بالتشيكية: Ota Fukárek)‏ مواليد 18 يناير 1977 في يابلونتس ناد نيسو، تشيكوسلوفاكيا، هو لاعب كرة مضرب تشيكي سابق بدأ مسيرته كمحترف سنة 1995 وكان يلعب باليد اليمنى، اعتزل اللعب في 2005. أعلى تصنيف له في الفردي كان المركز الـ 101 في سنة 2001. أعلى تصنيف له في الزوجي كان المركز الـ 58 في سنة 2003.

## النهائيات

### الفوز (4)
| الرقم | التاريخ         | الدورة                | الأرضية | المنافس في النهائي | النتيجة في النهائي |
| 1.    | أغسطس 9, 1999   | مدريد، إسبانيا        | صلبة    | جويتشي موتومورا    | 6–2, 6–7, 7–5      |
| 2.    | فبراير 26, 2001 | سنغافورة              | صلبة    | فيديريكو لوزي      | 7–6(7-5), 6–3      |
| 3.    | سبتمبر 10, 2001 | زابجه، بولندا         | ترابية  | مايكل كولمان       | 6–3, 6–4           |
| 4.    | نوفمبر 19, 2001 | براغ المفتوحة, التشيك | صلبة    | كريستيانو كاراتي   | 6–3, 6–3           |

### الوصافة (3)
| الرقم | التاريخ         | الدورة                            | الأرضية | المنافس في النهائي | النتيجة في النهائي            |
| 1.    | أبريل 9, 2001   | سان لويس بوتوسي، المكسيك          | ترابية  | مارتن رودريغيس     | 6–7(7-9), 7–6(7-2), 7–6(10-8) |
| 2.    | أكتوبر 15, 2001 | هلسنكي، فنلندا                    | صلبة    | جورج باستل         | 6–4, 4–6, 6–4                 |
| 3.    | مارس 11, 2002   | شمال ميامي بيتش، الولايات المتحدة | صلبة    | فينسنت سباديا      | 4–6, 6–1, 6–4                 |

## روابط خارجية
- أوتا فوكاريك على موقع رابطة محترفي التنس (الإنجليزية)
- أوتا فوكاريك على موقع الاتحاد الدولي لكرة المضرب (الإنجليزية)
- أوتا فوكاريك على موقع خلاصة التنس.كوم (الإنجليزية)